# برانسلاو سکولیچ
برانسلاو سکولیچ (صربی: Branislav Sekulić؛ ۲۹ اکتبر ۱۹۰۶ – ۲۴ سپتامبر ۱۹۶۸) یک بازیکن فوتبال اهل پادشاهی صربستان بود.